# Classe Dunkerque
A Classe Dunkerque foi uma classe de couraçados operada pela Marinha Nacional Francesa, composta pelo Dunkerque e Strasbourg. Foram os primeiros couraçados franceses construídos desde a Classe Bretagne do período pré-Primeira Guerra Mundial e seu projeto foi muito influenciado pelo termos do Tratado Naval de Washington de 1922, que limitou a construção naval nas décadas de 1920 e 1930. Estudos iniciais para novas embarcações inicialmente tinham a intenção de enfrentar velozes cruzadores pesados italianos, o que levou a um projeto de couraçado pequeno e relativamente pouco protegido. Entretanto, o advento dos poderosos cruzadores pesados alemães da Classe Deutschland ameaçavam mais os interesses franceses, criando a necessidade para navios maiores e mais bem armados e protegidos. O projeto final foi completado em 1932 e era de um couraçado relativamente pequeno e armado com oito canhões de 330 milímetros dispostos em duas torres de artilharia quádruplas à vante e com blindagem suficiente para aguentar disparos dos canhões de 283 milímetros da Classe Deutschland. O Strasbourg foi finalizado com um projeto levemente modificado, recebendo uma blindagem mais espessa em resposta aos couraçados italianos da Classe Littorio.
Os dois navios tiveram carreiras relativamente curtas. Foram completados pouco antes do início da Segunda Guerra Mundial e brevemente serviram na Esquadra do Atlântico no final da década de 1930, com o Dunkerque tendo realizado diversas visitas internacionais, incluindo para a África Ocidental Francesa em 1938 e para o Reino Unido em 1937 e 1939. Os franceses criaram a Força de Ataque em agosto de 1939, na iminência do começo da guerra, centrada nos dois couraçados. Essa formação foi encarregada de caçar os membros da Classe Deutschland que esperava-se que operassem atacando embarcações comerciais no Oceano Atlântico. Os franceses nunca encontraram os alemães e os navios foram para Mers-el-Kébir a fim de impedir que a Itália entrasse na guerra contra a França. Os franceses foram forçados a neutralizar sua frota depois de serem derrotados na Batalha da França em junho de 1940, com os dois membros da Classe Dunkerque permanecendo inativos em Mers-el-Kébir. A Força H britânica tentou afundar as embarcações por achar que os alemães tinham planos para tomá-los; o Dunkerque foi danificado no Ataque a Mers-el-Kébir em julho, porém o Strasbourg fugiu para Toulon, onde se tornou a capitânia das Força de Alto-Mar.
O Dunkerque acabou seriamente danificado em outro ataque britânico alguns dias depois, porém foi temporariamente consertado e retornou para Toulon em fevereiro de 1942 a fim de passar por reparos definitivos. O Strasbourg pouco fez enquanto isso, pois o armistício com a Alemanha limitava suas operações. O Dunkerque ainda estava na doca passando por consertos, quando os alemães lançaram a Operação Anton, ocupando o resto da França em novembro de 1942. Os franceses ordenaram que toda sua frota fosse deliberadamente afundada com o objetivo de impedir que os alemães assumissem seus controles. Os dois couraçados foram seriamente danificados na ação e entregues para controle dos italianos, que os consideraram como perdas totais e parcialmente os desmontaram. O que restou de seus cascos foi bombardeado por aeronaves norte-americanas em 1944 e depois vendidos como sucata na década de 1950.

## Desenvolvimento
As grandes potências marítimas do mundo passaram a temer uma nova corrida armamentista naval, similar a corrida anglo-germânica que foi considerada uma das causas da Primeira Guerra Mundial, assim se reuniram na Conferência Naval de Washington em 1921 com o objetivo de discutir controles sobre a construção de couraçados, tanto para limitar seus tamanhos e armamentos quanto para limitar o número de navios que poderiam ser construídos. O resultado foi o Tratado Naval de Washington, que limitou a Marinha Nacional Francesa a 178 mil toneladas totais para couraçados. A resistência francesa sobre a paralisação da construção de couraçados, devido a obsolescência de seus navios das Classes Courbet e Bretagne que eram a espinha dorsal de sua frota, levou a uma exceção para França e Itália, que poderiam substituir 71 mil toneladas de couraçados durante o moratório, que seriam construídos entre 1927 e 1929. O deslocamento máximo para qualquer couraçado novo ficou limitado em 36 mil toneladas de deslocamento normal.
O vice-almirante Henri Salaün, Chefe do Estado-Maior Naval, pediu em 1926 por um novo projeto de navio capital com um deslocamento de 17,8 mil toneladas e que tinha a intenção de enfrentar a nova geração de cruzadores pesados italianos. As primeiras embarcações desse tipo foram os cruzadores da Classe Trento, que eram rápidos e apresentavam-se como uma ameaça considerável para navios comerciais franceses no Mar Mediterrâneo entre a França Metropolitana e o Norte da África Francês. A nova embarcação francesa seria armada com uma bateria principal de oito canhões de 305 milímetros arranjados em duas torres de artilharia quádruplas, ambas instaladas na dianteira, pois os franceses pensavam em usar os navios para perseguir os italianos. Os couraçados teriam uma blindagem capaz de resistir aos canhões de 203 milímetros italianos e a quantidade de blindagem necessária para proteger as partes vitais poderia ser economizada em peso, devido ao fato das armas estarem concentradas na frente. Um total de quatro embarcações poderiam ser construídas dentro do limite de 71 mil toneladas com o deslocamento previsto nesse projeto específico. O conceito foi muito inspirado nos couraçados britânicos da Classe Nelson, que também instalaram toda a bateria principal na dianteira, a fim de economizar no peso da blindagem.

Ilustração do projeto de 37 mil toneladas

O advento dos cruzadores pesados alemães da Classe Deutschland, que eram armados com seis canhões de 283 milímetros, mais a hesitação da Marinha Nacional de comprometer-se com navios capitais pequenos enquanto a Itália mantinha suas toneladas disponíveis vagas, fizeram os franceses abandonarem o projeto. Novos estudos de projetos foram preparados entre 1926 e 1927, resultando em várias propostas em 1928 para uma embarcação de 37 mil toneladas. Esses navios eram, em essência, versões maiores dos cruzadores pesados da Classe Suffren que estavam em construção. O aumento do deslocamento trouxe consigo mais uma torre de artilharia quádrupla de 305 milímetros na popa e uma blindagem mais pesada e uma velocidade máxima de 33 nós (61 quilômetros por hora), também existindo uma outra versão com seis canhões de 406 milímetros em três torres duplas e velocidade de 27 nós (50 quilômetros por hora). As propostas não foram levadas adiante por falta de orçamento, tanto para os navios em si, quanto para as melhorias necessárias em estaleiros e instalações portuárias que operariam as embarcações. Também existiam preocupações políticas, particularmente devido aos esforços franceses para conversas sobre desarmamento na Liga das Nações, convencendo o governo francês a adiar a construção de novos couraçados.
Estudos de projetos continuaram depois da assinatura do Tratado Naval de Londres em 1930, em que os britânicos tinham fracassado em seus esforços de reduzir os deslocamentos máximos e o calibre das armas de navios capitais. O comando naval francês pediu projetos com um deslocamento mínimo de 23,7 mil toneladas e máximo de 25 mil toneladas, o teto que tinha sido pedido pelos britânicos, em uma demonstração de solidariedade; esse deslocamento máximo permitiria que três novas embarcações fossem construídas dentro das 71 mil toneladas que a França tinha disponível. O navio proposto, além de ser maior e com blindagem mais espessa, teria a mesma bateria principal do projeto de 17,8 mil toneladas. A Alemanha nessa época já tinha iniciado a construção do primeiro membro da Classe Deutschland, o que levou a novas preocupações sobre o nível de proteção, que ainda era muito fino para aguentar os projéteis de 283 milímetros dos alemães. O parlamento francês fez pressão sobre a marinha pela aparente fraqueza do projeto, assim o vice-almirante Louis-Hippolyte Violette, Chefe do Estado-Maior Naval, emitiu um novo conjunto de exigências que incluíam um aumento no deslocamento padrão para 25 mil toneladas, um armamento de oito canhões de 330 milímetros e blindagem suficiente para resistir disparos de 283 milímetros.
O projeto foi refinado e ficou aparente que o deslocamento padrão de 25 mil toneladas era muito pequeno para acomodar as características necessárias, assim esse valor foi aumentado para 26 mil toneladas e depois para 26,9 mil toneladas. O projeto foi finalizado no início de 1932 e formalmente aprovado em 27 de abril. O esquema de blindagem melhorado não apenas deixou os navios imunes aos disparos de 283 milímetros nas distâncias esperadas de batalha, mas também de se proteger dos canhões de 305 milímetros que os couraçados mais antigos da Marinha Real Italiana ainda em serviço usavam. A primeira embarcação foi nomeada de Dunkerque e encomendada em 26 de outubro de 1932, com o segundo couraçado previsto para 1934. Os italianos anunciaram em maio de 1934 que iniciariam a construção de novos couraçados de 36 mil toneladas e armados com canhões de 381 milímetros, o que atrapalhou completamente os planos franceses, pois essas novas embarcações seriam muito superiores ao projeto da Classe Dunkerque. Entretanto, a construção do primeiro navio já estava em andamento e era muito tarde para redesenhar o segundo, chamado de Strasbourg. A blindagem lateral foi levemente aumentada neste último e os trabalhos de projeto começaram imediatamente em um couraçado de 36 mil toneladas, que levou à Classe Richelieu.

## Projeto

### Características

Corte longitudinal do interior da Classe Dunkerque

Os dois navios tinham dimensões ligeiramente diferentes. Ambos tinham 209 metros de comprimento entre perpendiculares, enquanto o Dunkerque tinha 215,14 metros de comprimento de fora a fora e o Strasbourg tinha 215,5 metros. Os dois possuíam uma boca de 31,1 metros. O deslocamento padrão do Dunkerque era de 26,9 mil toneladas, o deslocamento normal de 30,26 mil toneladas e o deslocamento totalmente carregado de 35,5 mil toneladas. O Strasbourg, por sua vez, era um pouco mais pesado, com deslocamento padrão de 27,7 mil toneladas, normal 31,57 mil toneladas e carregado de 36,38 mil toneladas, com a diferença se devendo ao esquema de blindagem mais espesso. O calado do Dunkerque chegava a 8,57 metros normalmente e podia chegar até 9,71 metros quando totalmente carregado, enquanto do Strasbourg era de 8,73 metros normalmente e 9,89 metros carregado.
O Dunkerque tinha uma tripulação de 81 oficiais e 1 300 mil marinheiros, enquanto do Strasbourg consistia em 32 oficiais e 1 270 marinheiros; a tripulação adicional do Dunkerque se devia à presença do estado-maior do almirante, pois o couraçado normalmente operava como uma capitânia. Cada navio carregava um número de embarcações menores, incluindo uma variedade de lanchas e botes. A direção era controlada por um leme que podia virar até 32 graus na linha central do navio, porém ele tinha uma tendência a emperrar caso fosse virado em mais de 25 graus. O leme era operado eletricamente, porém existiam controles manuais caso ocorresse uma perda de energia.
Ambos os couraçados carregavam três hidroaviões Loire 130 na popa para serem usados como aeronaves da reconhecimento ou observadoras. Instalações aeronáuticas consistiam em uma catapulta de 22 metros, um hangar e um guindaste para içar os hidroaviões de volta para o convés. O hangar tinha dois andares, um elevador interno e oficinas para a manutenção das aeronaves enquanto as embarcações estavam no mar. O guindaste podia ser dobrado no convés quando não estava sendo usado.

### Propulsão

Arranjo dos sistemas de propulsão da Classe Dunkerque

Os navios eram impulsionados por quatro conjuntos de turbinas a vapor Parsons que giravam quatro hélices, estas com três lâminas no caso do Dunkerque e quatro no Strasbourg. O vapor vinha de seis caldeiras a óleo Indret e a exaustão eram direcionada para uma única grande chaminé. A classe adotou um sistema de maquinários em unidades para seu sistema de propulsão, que dividia as máquinas em dois sistemas separados. O arranjo proporcionava uma melhor resistência a danos, já que um sistema poderia continuar em operação caso o outro fosse desabilitado no meio de uma batalha. As caleiras eram dispostas lado a lado em duplas e divididas em três salas de caldeira; a primeira ficava abaixo da torre de comando e as outras duas ficavam embaixo da chaminé. As turbinas ficavam dividas em duas salas, com a primeira cuidando das hélices externas e ficando localizada no meio das salas de caldeiras, enquanto as turbinas das hélices internas ficavam em uma sala de máquinas atrás da última sala de caldeiras.
Os couraçados foram projetados para uma velocidade máxima de 29,5 nós (54,6 quilômetros por hora) a partir de 109 mil cavalos-vapor (80,2 mil quilowatts) de potência. O Dunkerque, em seus testes marítimos, chegou a uma velocidade máxima de 31,06 nós (57,52 quilômetros por hora) com 137 504 cavalos-vapor (101 106 mil quilowatts), enquanto o Strasbourg chegou a 30,9 nós (57,2 quilômetros por hora) a partir de 133 824 cavalos-vapor (98,4 mil quilowatts). As embarcações carregavam entre 4,5 e cinco mil toneladas de óleo combustível em tempos de paz, porém esse valor era reduzido para 3,7 mil toneladas em tempos de guerra com o objetivo de impedir que o peso do combustível diminuísse a borda livre blindada. Os navios tinham uma autonomia de 7 850 milhas náuticas (14 540 quilômetros) a uma velocidade de 15 nós (28 quilômetros por hora) sob condições de guerra, ou 2 450 milhas náuticas (4 540 quilômetros) a 28 nós (42 quilômetros por hora). Os sistemas elétricos eram mantidos por quatro turbo-geradores de novecentos quilowatts, dois por sala de máquina, com a potência reserva para sistemas essenciais vindo de dois geradores a diesel de cem quilowatts embaixo da torre. Três geradores a diesel de quatrocentos quilowatts também foram instalados para uso em portos e ficavam localizados em uma sala separada embaixo dos depósitos de munição.

### Armamento
Os couraçados da Classe Dunkerque eram armados com oito canhões calibre 50 de 330 milímetros montados em duas torres de artilharia quádruplas, ambas na proa à frente da superestrutura, com uma sobreposta a outra. Essas torres foram projetadas pela Saint-Chamond e conseguiam chegar a uma elevação mínima de cinco graus negativos e máxima de 35 graus, o que permitia que disparassem a uma distância de 41,5 quilômetros. Cada canhão ficava em uma armação própria que permitia uma operação independente limitada e podiam ser recarregadas em qualquer ângulo, porém as equipes de artilharia normalmente faziam com que retornassem para quinze graus a fim de reduzir a probabilidade de emperrarem, problema que podia acontecer caso estivessem em ângulos elevados e os outros canhões da torre disparassem também. As torres de artilharia eram divididas internamente por anteparas espaçadas em 27 metros a fim de reduzir o risco de um único acerto nelas desabilitasse todas as armas. Os projéteis disparados pesavam 570 quilogramas e tinham uma velocidade de saída de 870 metros por segundo. Esses projéteis tinham cargas explosivas relativamente grandes para seu tamanho, refletindo o fato das embarcações da classe terem sido projetadas com a intenção de lutar contra os relativamente pouco blindados cruzadores da Classe Deutschland. Os depósitos de munição guardavam 456 projéteis para a primeira torre e 440 projéteis para a segunda, com sua cadência de tiro sendo de 1,5 a dois disparos por minuto.
O armamento secundário consistia em dezesseis canhões de duplo propósito calibre 45 de 130 milímetros montados em três torres quádruplas e duas torres duplas. As torres quádruplas ficavam localizadas na popa, uma na linha central da superestrutura e as outras duas em cada lateral do convés superior, enquanto as torres duplas ficavam à meia-nau na frente da chaminé. Elas foram as primeiras armas de duplo propósito da Marinha Nacional Francesa. Esses canhões podiam abaixar até dez graus negativos e elevar até 75 graus; à 45 graus, conseguiam disparar um projétil a uma distância de 20,8 quilômetros. Sua cadência de tiro era de dez a doze disparos por minuto. Seus projéteis perfurantes eram destinados a serem usados contra outros navios e pesavam 33,4 quilogramas, enquanto projéteis explosivos eram usados contra aeronaves e pesavam 29,5 quilogramas. Cada arma tinha a disposição aproximadamente quatrocentos projéteis, um terço dos quais eram perfurantes e o restantes explosivos ou sinalizadores.
Defesa antiaérea a curta distância era proporcionada por uma bateria de canhões calibre 50 de 37 milímetros, dez no caso do Dunkerque e oito no Strasbourg, montadas em torres de artilharia duplas, complementada por metralhadoras de treze milímetros em montagens quádruplas, 32 armas no Dunkerque e 36 no Strasbourg. Duas das torres de 37 milímetros ficavam atrás da segunda torre de artilharia principal, com as outras três estando na parte de trás da superestrutura, uma das quais na linha central da embarcação; o Strasbourg não tinha a torre central, tendo em vez disso mais uma montagem das metralhadoras de treze milímetros. Duas dessas montagens ficavam localizadas no convés superior em cada lado da torre de comando, quatro estavam arranjadas no convés superior mais atrás e as outras duas foram colocadas no final da superestrutura.

#### Controle de disparo
As embarcações foram os primeiros couraçados franceses projetados com diretórios de controle de disparo. Os navio tinham cinco diretórios, cada um possuindo um telêmetro estereoscópico para as baterias principal e secundária. Para as armas principais, um diretório com um telêmetro de doze metros foi montado na torre principal e um segundo telêmetro de oito metros ficava no final da superestrutura. Em cima do diretório principal estavam dois diretórios para os canhões secundários, o primeiro com um telêmetro de seis metros e outro com um de cinco metros. Um terceiro diretório para a bateria secundária foi instalado em cima do diretório traseiro, também com um telêmetro de seis metros. As duas torres de artilharia principais receberam seus próprios telêmetros de doze metros, enquanto as torres quádruplas secundárias foram equipadas com telêmetros de seis metros para controle local caso os diretórios fossem desabilitados. Equipamento de controle de disparo para a bateria antiaérea consistia em quatro telêmetros de um metro, dois na frente da torre e outros dois atrás na superestrutura. Os diretórios eram usados para avaliar dados de distância, rumo e inclinação, com isto sendo então enviado para uma estação central de controle embaixo do convés blindado, onde tabelas de plotagem e camputadores analógicos eram usados para calcular soluções de disparo. Os canhões eram controlados remotamente por motores elétricos, porém o sistema mostrou-se problemático em funcionamento, pois as engrenagens de giro e elevação não eram confiáveis, o sistema que comunicava comandos dos diretórios para as armas frequentemente não funcionava e os artilheiros precisavam reverter para o controle manual a fim de realizarem pequenos ajustes. Os sistemas dos couraçados foram modificados em uma tentativa de corrigir esses problemas, porém nunca chegaram a funcionar de forma confiável.

### Blindagem

Esquema de blindagem do Dunkerque

O cinturão de blindagem principal tinha 225 milímetros de espessura no Dunkerque e 238 milímetros no Strasbourg, complementados por sessenta milímetros de teca em ambos os navios, estendendo-se desde o depósito de munição da bateria principal na proa até o depósito da bateria secundária na popa. O cinturão era fechado em cada extremidade por anteparas blindadas transversais; as anteparas dianteiras tinham 210 milímetros de espessura no Dunkerque e 228 milímetros no Strasbourg, enquanto as anteparas traseiras tinham 180 e 210 milímetros, respectivamente. Tinham uma inclinação de 11,3 graus com o objetivo de melhorar sua resistência contra disparos descendentes. O cinturão estendia-se 3,5 metros acima da linha d'água e dois metros abaixo. A caixa criada pelo cinturão e as anteparas era coberta por dois conveses blindados, o primeiro destes conectando-se com o cinturão principal e tendo 125 milímetros de espessura sobre os depósitos de munição principais e reduzindo-se para 115 milímetros sobre as máquinas e o depósito de munição da bateria secundária, complementado por um convés de aço de quinze milímetros. O convés inferior tinha quarenta milímetros de espessura com laterais curvadas que conectavam-se com a extremidade inferior do cinturão. As laterais curvadas tinham cinquenta milímetros no Strasbourg. A popa era protegida por um convés blindado de cem milímetros de espessura com laterais curvadas, enquanto placas adicionais de cinquenta milímetros cobriam a parte do convés que protegia as máquinas do leme.
As torres de artilharia da bateria principal no Dunkerque eram protegidas por uma blindagem frontal de 330 milímetros de espessura, laterais de 250 milímetros e tetos de 150 milímetros, enquanto a proteção do Strasbourg era mais espessa, com frente de 360 milímetros e teto de 160 milímetros. A blindagem traseira variava entre entre torres e navios e eram pesadas com o objetivo de equilibrar o peso dos canhões. No Dunkerque, a primeira torre tinha uma proteção traseira de 345 milímetros, enquanto a segunda torre tinha uma blindagem de 335 milímetros; o Strasbourg, por sua vez, tinha blindagens de 352 e 342 milímetros, respectivamente. As torres ficavam em cima de barbetas blindadas que tinham 310 milímetros de espessura no Dunkerque e 340 milímetros no Strasbourg; em ambas as embarcações, a espessura diminuía para cinquenta milímetros abaixo do convés superior. As torres da bateria secundária tinham frentes de 135 milímetros, laterais e tetos de noventa milímetros, traseiras de oitenta milímetros e barbetas de 120 milímetros. A torre de comando possuía laterais de 270 milímetros, traseira de 220 milímetros e um teto que ficava entre 130 e 150 milímetros. A torre também tinha uma leve proteção contra disparos vindos de aeronaves na forma de placas de dez milímetros, enquanto os diretórios de disparo eram protegidos com aço de vinte milímetros.
Defesa contra ataques subaquáticos, como torpedos e minas, assumiu a forma de anteparas de anti-torpedos em camadas que incorporavam espaços vazios preenchidos por líquidos que absorviam efeitos de explosões. Além disso, um composto baseado em borracha chamado de ébonite mousse foi usado para ajudar a absorver o impacto e controlar inundações em áreas essenciais. O sistema de proteção subaquático cobria a mesma área do casco que o cinturão de blindagem. Esse sistema incluía três anteparas, a primeira das quais com dezesseis milímetros de espessura, seguida por uma de dez milímetros e depois por uma antepara anti-torpedo de trinta milímetros. O sistema tinha uma profundidade de quase 7,5 metros nas áreas em que protegia os maquinários das embarcações, enquanto outros couraçados contemporâneos de outras marinhas tinham uma profundidade de por volta de cinco metros. A antepara principal aumentava de espessura para quarenta ou cinquenta milímetros nos locais onde o sistema precisava ser estreitado, depois dos depósitos de munição dianteiro e traseiro, a fim de compensar pela redução na efetividade. Os fundos dos depósitos de munição foram elevados acima do casco duplo e protegidos por placas de trinta milímetros com o objetivo de impedir que a explosão de uma mina embaixo do casco rompesse os depósitos.

### Modificações
Os dois navios tiveram poucas modificações em suas relativamente curtas carreiras. Ambos receberam em 1938 uma cobertura nas chaminés com o objetivo de reduzir a interferência da fumaça na torre de comando. O telêmetro de doze metros do diretório de disparo dianteiro do Dunkerque foi substituído antes da Segunda Guerra Mundial por um de catorze metros, porém a mesma modificação não foi feita no Strasbourg. Um cabo de desmagnetização foi instalado no Strasbourg entre novembro de 1939 e janeiro de 1940 a fim de reduzir o risco de detonação de minas magnéticas alemães, enquanto telas de aço foram erguidas entre agosto e setembro de 1940 para proteger as armas antiaéreas de metralhadas inimigas. A torre de comando do Strasbourg foi modificada entre novembro e dezembro de 1940 para que fosse usado como capitânia, pois nessa época do Dunkerque estava desabilitado. A Marinha Nacional, enquanto o Dunkerque estava sob reparos em Toulon em 1942, considerou substituir suas instalações de aviões com mais canhões de 37 milímetros com o objetivo de melhorar suas defesas antiaéreas, porém nenhum trabalho foi iniciado antes da frota ser deliberadamente afundada em novembro. O Strasbourg passou por uma nova reforma entre janeiro e abril de 1942 em que suas armas de 37 milímetros do castelo da proa foram transferidas para o convés, como eram no Dunkerque, também recebendo um radar antiaéreo de quatro antenas. Testes iniciais indicaram um alcance de detecção de cinquenta quilômetros.

## Navios
A construção do Dunkerque foi oficialmente aprovada como parte do programa naval de 1931 e seu batimento de quilha ocorreu em 24 de dezembro de 1932 no Arsenal de Brest, enquanto as obras do Strasbourg foram aprovadas no programa de 1934 e seu batimento foi no dia 24 de novembro de 1934 na Ateliers et Chantiers de la Loire, em Saint-Nazaire. O primeiro foi lançado ao mar em 2 de outubro de 1935, seguido pelo segundo em 12 de dezembro de 1936. O comissionamento do Dunkerque aconteceu em 31 de dezembro, apenas algumas semanas depois do lançamento de seu irmão, enquanto o Strasbourg entrou em serviço no dia 15 de setembro de 1938.
| Navio      | Construtor                        | Homônimo    | Batimento              | Lançamento             | Comissionamento        | Destino     |
| ---------- | --------------------------------- | ----------- | ---------------------- | ---------------------- | ---------------------- | ----------- |
| Dunkerque  | Arsenal de Brest                  | Dunquerque  | 24 de dezembro de 1932 | 2 de outubro de 1935   | 31 de dezembro de 1936 | Desmontados |
| Strasbourg | Ateliers et Chantiers de la Loire | Estrasburgo | 24 de novembro de 1934 | 12 de dezembro de 1936 | 15 de setembro de 1938 | Desmontados |

## História

### Tempos de paz
O Dunkerque necessitou de grandes testes e avaliações depois de ser comissionado no final de 1936, incluindo amplos testes de suas armas, pois as montagens de tanto suas baterias principal quanto secundária eram completamente novas no serviço naval francês. Durante esse período, o navio representou a França em maio de 1937 no desfile naval em celebração à coroação do rei Jorge VI do Reino Unido. O Dunkerque viajou para as colônias da África Ocidental Francesa e depois para ilhas do Caribe no início de 1938. Ele finalmente foi declarado pronto para o serviço ativo em setembro, tornando-se a capitânia da Esquadra do Atlântico. O Strasbourg foi comissionado pouco depois para iniciar suas avaliações, porém a situação internacional europeia cada vez mais instável forçou os franceses a correrem com os testes da embarcação; por causa disso, o período de testes e treinamento do Strasbourg foi de apenas seis meses antes de entrar em serviço ativo, enquanto o Dunkerque teve mais de dois anos.
Os franceses enviaram o Dunkerque em abril de 1939, durante a Crise dos Sudetos com a Alemanha, para dar cobertura ao cruzador de treinamento Jeanne d'Arc, que estava retornando do Caribe, pois uma esquadra alemã próxima ameaçaria o navio caso uma guerra começasse. O Strasbourg juntou-se à esquadra e os dois couraçados foram designados para a 1ª Divisão de Batalha. Ambos visitaram Portugal em maio antes de embarcarem para uma longa viagem pelo Reino Unido até junho. Eles realizaram vários exercícios de treinamento perto da costa da Bretanha entre julho e agosto enquanto a guerra na Europa se aproximava. Os comandos navais britânico e francês concordaram em dividir responsabilidades para operações conjuntas na iminente guerra enquanto as tensões com a Alemanha cresciam por suas exigências sobre território polonês; a França cobriria embarcações comerciais Aliadas no Atlântico central. Dessa forma, o Dunkerque e o Strasbourg foram designados para a recém-criada Força de Ataque.

### Segunda Guerra Mundial

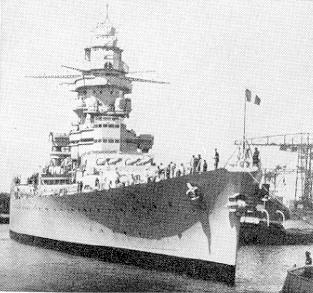
O Strasbourg em Toulon

A Segunda Guerra Mundial começou em setembro de 1939 e a Força de Ataque, sob o comando do vice-almirante de esquadra Marcel-Bruno Gensoul, foi para o mar quando relatórios indicaram que os cruzadores da Classe Deutschland tinham partido para atacar embarcações comerciais Aliadas. Entretanto, os alemães ainda estavam no Mar do Norte, assim a Força de Ataque retornou para o porto depois de encontrarem um navio de passageiros francês. A unidade em seguida foi dividida para aumentar as chances de encontrarem os alemães, com o Dunkerque operando perto de Brest junto com o porta-aviões Béarn, enquanto o Strasbourg foi para Dacar na companhia do porta-aviões britânico HMS Hermes. O cruzador de batalha britânico HMS Hood juntou-se ao Dunkerque em novembro para caçar os couraçados alemães Scharnhorst e Gneisenau, porém eles não conseguiram localizar as embarcações inimigas.
O Strasbourg foi convocado de volta para a França em novembro e a Força de Ataque foi reinstaurada. O Dunkerque carregou em dezembro um parte da reserva de ouro do Banco da França até o Canadá e depois escoltou um transporte de tropas até o Reino Unido. Os dois membros da classe foram enviados para o Mar Mediterrâneo no início de 1940 pois a ameaça de guerra com a Itália estava crescendo; a esperança francesa era que uma demonstração de força impedisse que os italianos entrassem na guerra. A Marinha Nacional considerou enviar os couraçados para a Campanha da Noruega em abril, porém a postura cada vez mais hostil da Itália fez com que permanecessem no Mediterrâneo. Eles ficaram baseados em Mers-el-Kébir, na Argélia, junto com outros elementos da frota francesa, mas pouco fizeram durante a Batalha da França que terminou com a rendição francesa; o Armistício de 22 de junho de 1940 exigiu que a frota francesa fosse desmilitarizada, com o Dunkerque e o Strasbourg permanecendo em Mers-el-Kébir.

#### Mers-el-Kébir

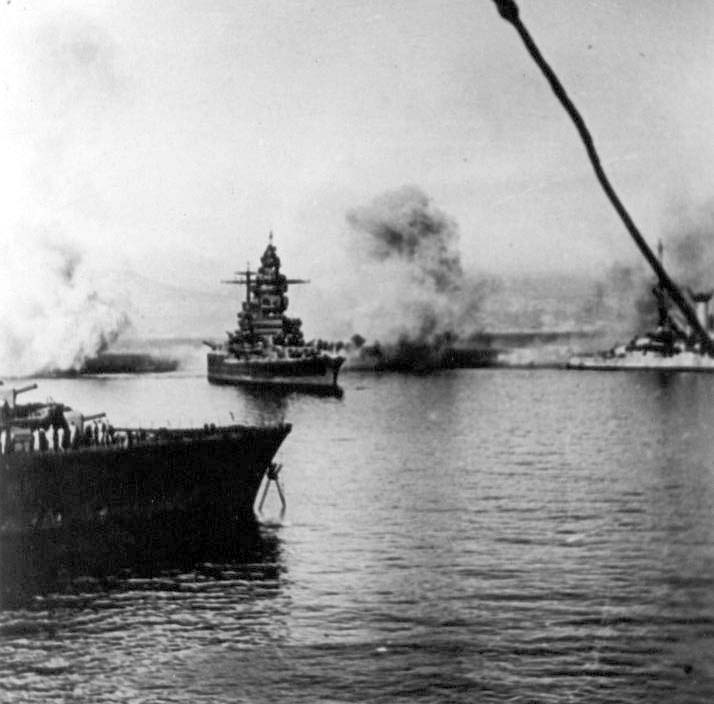
O Strasbourg tentando fugir de Mers-el-Kébir sob ataque naval britânico

Os britânicos incorretamente presumiram que os alemães tinham a intenção de tomar a frota francesa e usá-la contra o Reino Unido, assim iniciaram uma campanha para neutralizar as embarcações. A Força H, que incluía o Hood e os couraçados HMS Resolution e HMS Valiant, foi enviada para forçar os navios franceses em Mers-el-Kébir a se juntarem às Forças Navais Francesas Livres ou afundá-los. Gensoul rejeitou as exigências e assim os britânicos abriram fogo. As embarcações francesas estavam atracadas com suas popas viradas para o mar, o que inicialmente impediu que o Dunkerque e o Strasbourg atirassem de volta até que estivessem em movimento. Os canhões de 381 milímetros dos navios britânicos rapidamente infligiram danos sérios no Dunkerque e nos antigos couraçados Bretagne e Provence. A tripulação do Dunkerque foi forçada a encalhá-lo para impedir que afundasse, enquanto o Bretagne explodiu e o Provence afundou no porto. Entretanto, o Strasbourg conseguiu se soltar de suas amarras e escapar do porto no meio da confusão. Ele foi escoltado por quatro contratorpedeiros e escapou da frota britânica, rumando para Toulon.
Trabalhos de concerto começaram quase imediatamente no Dunkerque com o objetivo de restaurá-lo para uma condição de navegação para que pudesse retornar para Toulon e passar por reparos permanentes. Os britânicos, ao descobrirem que o couraçado não tinha sido permanentemente desabilitado, voltaram e lançaram um ataque aéreo do porta-aviões HMS Ark Royal. Gensoul e os comandantes do Dunkerque não tinham erguido nenhuma forma de defesa, como redes anti-torpedos ou armas antiaéreas. Torpedeiros Fairey Swordfish não conseguiram acertar o Dunkerque diretamente, porém dois torpedos bateram no barco-patrulha Terre-Neuve que estava ancorado ao lado do couraçado. Esses acertos levaram a uma explosão secundária das cargas de profundidade da embarcação que equivaleram a oito torpedos, o que causou grandes danos no casco do Dunkerque. Os trabalhos de reparo mesmo assim foram retomados rapidamente e o buraco no casco foi tapado e a água bombeada para fora.
O Strasbourg, enquanto isso, tornou-se a capitânia da Força de Alto-Mar, criada a partir dos restos da frota ainda disponível em Toulon, sob o comando do almirante Jean de Laborde. Limitações sobre a atividade naval pelo armistício mantiveram o Strasbourg a maior parte do tempo no porto, tendo permissão apenas para dois cruzeiros de treinamento por mês. O navio e vários cruzadores saíram em setembro de 1940 para cobrir o Provence, que havia sido reparado e reflutuado em Mers-el-Kébir, de volta para Toulon.
O Dunkerque retornou para uma condição navegável em abril de 1941, porém testes em seu sistema de propulsão foram necessários antes que ele conseguisse seguir adiante. Confrontos entre forças britânicas e italianas durante a Batalha do Mediterrâneo adiaram o retorno do Dunkerque para a França até fevereiro de 1942. Ele foi escoltado por cinco contratorpedeiros e 65 aeronaves, chegando em Toulon no dia 20 de fevereiro e entrando em uma doca seca em junho com o objetivo de passar por reparos.

#### Toulon

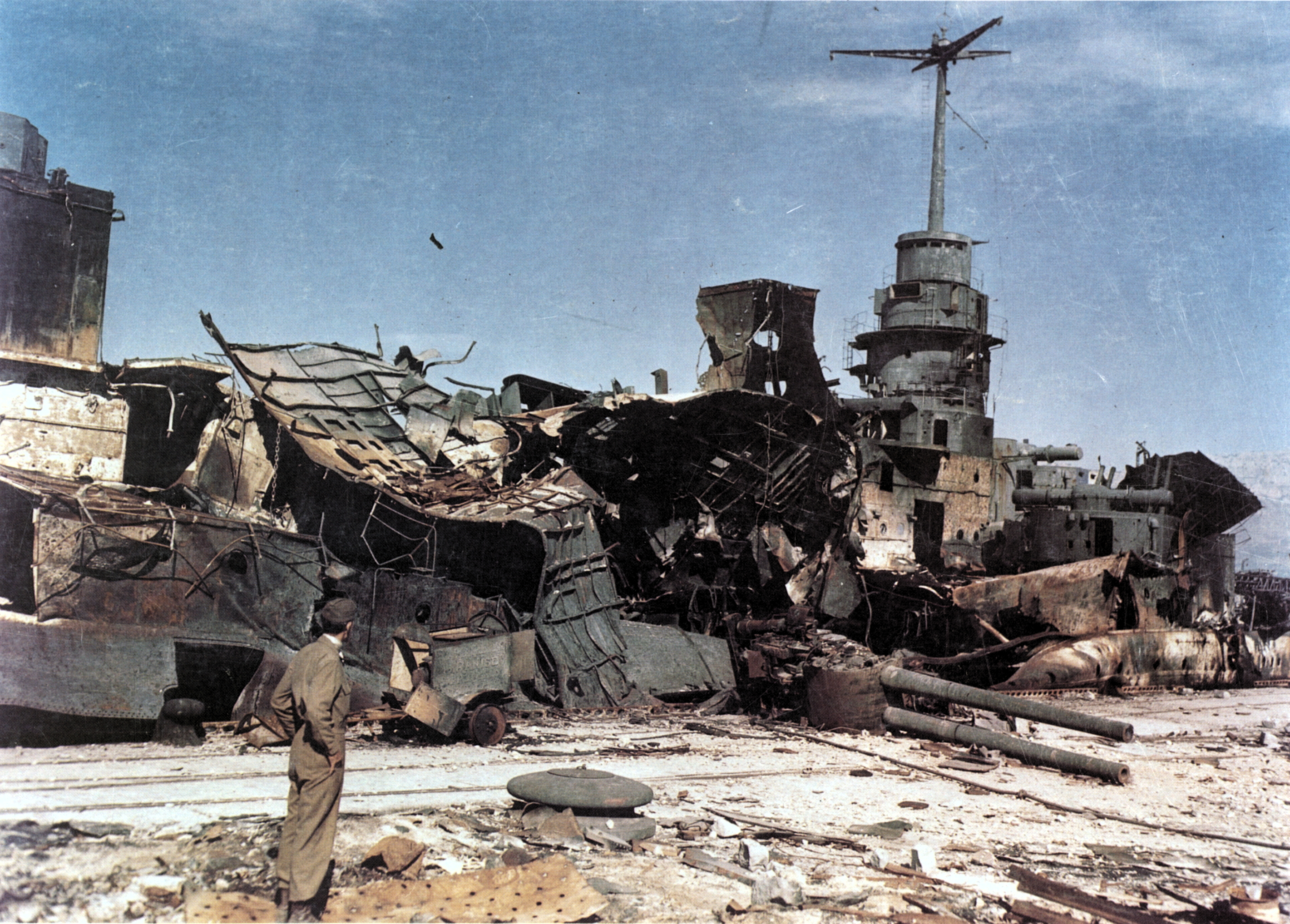
Os restos do casco e superestrutura do Dunkerque em agosto de 1944

Os Aliados invadiram o Norte da África Francês em 8 de novembro e a Alemanha retaliou lançando a Operação Anton, movimentando-se para assumir o controle da "zona livre", parte da França de Vichy que tinha permanecido livre da ocupação militar alemã. Laborde esperava que os alemães chegassem para tomar os navios, assim ordenou que suas tripulações se preparassem para deliberadamente afundá-los. A ordem foi emitida pelo almirante na manhã de 27 de novembro, quando os alemães chegaram em Toulon. Equipes de sabotagem passaram pelas embarcações e destruíram todos os equipamentos que poderiam ser úteis para os alemães, incluindo telêmetros, girocompassos e rádios. Fogos foram acendidos nas caldeiras e o suprimento de água cortado, para que assim elas superaquecessem e explodissem, e explosivos foram colocados nos canhões das armas. A tripulação do Strasbourg também abriu válvulas e detonou cargas de demolição para garantir que o couraçado afundasse. O Dunkerque ainda estava na doca seca, assim ele foi incendiado, danificado por cargas de demolição e então inundado na doca seca quando as comportas foram abertas.
A Itália recebeu o controle da maioria dos destroços, pois a Alemanha não tinha interesse neles. A Marinha Real Italiana procurou o maior número possível de embarcações utilizáveis, porém o Dunkerque e o Strasbourg estavam muito danificados para serem consertados rapidamente e assim foram considerados uma perda total. Os italianos danificaram os destroços ainda mais com o objetivo de impedir que os franceses os consertassem no futuro, incluindo cortar seus canhões principais. Eles começaram a desmontar os dois couraçados, porém os alemães retomaram o controle do porto e dos restos das embarcações depois da rendição italiana em setembro de 1943. O Strasbourg foi devolvido para o controle da França de Vichy, que por sua vez colocaram o navio em estado de conservação na Baía de Lazaret, tendo a esperança de reparar a embarcação depois da guerra. Ele acabou bombardeado e afundado novamente em agosto de 1944 por aeronaves norte-americanas durante a invasão Aliada do sul da França. O Dunkerque também foi bombardeado várias vezes nos últimos anos da guerra.
O Strasbourg foi capturado pelas forças da França Livre em outubro de 1944 e então reflutuado novamente, porém nesse momento ele estava em um estado impossível de ser consertado. Em vez disso, o navio foi mantido para que pudesse ser usado no futuro em testes de armas submarinas. Entretanto, pouco foi feito com o casco pelo decorrer da década seguinte até meados de março de 1955, quando o Strasbourg foi condenado e renomeado para Q45, sendo então vendido para desmontagem em maio. O Dunkerque foi renomeado para Q56 em setembro do mesmo ano, mas permaneceu existente até setembro de 1958, quando também foi vendido para desmontagem.

### Citações
1. ↑   Jordan & Dumas 2009, pp. 15–18
2. ↑   Labayle-Couhat 1974, pp. 37–38
3. ↑   Jordan & Dumas 2009, pp. 19–21, 32
4. ↑   Jordan & Dumas 2009, pp. 22–27
5. ↑   Jordan & Dumas 2009, pp. 28–29
6. ↑   Jordan & Dumas 2009, pp. 29–31
7. ↑   Jordan & Dumas 2009, p. 38
8. ↑   Jordan & Dumas 2009, pp. 38, 50, 56
9. 1 2 3   Gardiner & Chesneau 1980, p. 259
10. ↑   Jordan & Dumas 2009, pp. 38, 51–53
11. ↑   Jordan & Dumas 2009, pp. 49–50
12. ↑   Jordan & Dumas 2009, pp. 38, 49–51
13. ↑   Jordan & Dumas 2009, pp. 33–38
14. ↑   Jordan & Dumas 2009, pp. 37–38
15. ↑   Jordan & Dumas 2009, pp. 38–41
16. ↑   Jordan & Dumas 2009, pp. 38–40
17. 1 2   Garzke & Dulin 1980, pp. 71–72
18. ↑   Jordan & Dumas 2009, pp. 42–44
19. ↑   Jordan & Dumas 2009, pp. 44–47
20. ↑   Jordan & Dumas 2009, pp. 48–49
21. ↑   Jordan & Dumas 2009, pp. 54–57
22. ↑   Jordan & Dumas 2009, p. 59
23. ↑   Dumas 2001, p. 65
24. ↑   Jordan & Dumas 2009, pp. 58–61
25. ↑   Jordan & Dumas 2009, pp. 65–66
26. ↑   Dumas 2001, pp. 67–68
27. ↑   Rohwer 2005, pp. 2, 6, 9
28. ↑   Jordan & Dumas 2009, pp. 68–69
29. ↑   Jordan & Dumas 2009, pp. 69–70
30. ↑   Rohwer 2005, p. 31
31. ↑   Jordan & Dumas 2009, pp. 75, 77, 82–83
32. ↑   Jordan & Dumas 2009, pp. 84–86, 88
33. ↑   Rohwer 2005, pp. 31–32
34. ↑   Jordan & Dumas 2009, pp. 88–91
35. ↑   Jordan & Dumas 2009, pp. 88–89
36. ↑   Jordan & Dumas 2009, pp. 92–93
37. 1 2   Jordan & Dumas 2009, p. 93
38. ↑   Garzke & Dulin 1980, p. 50
39. ↑   Dumas 2001, p. 75